# Tiago Bernardi
Tiago Henrique Bernardini Consoni (Araras, 2 de dezembro de 1979) é um ex-futebolista brasileiro que atuava como zagueiro.

## Biografia
Bernardi começou nas categorias de base do União São João em 1998 e passou por vários clubes, sendo Campeão Gaúcho em 2002 pelo Internacional e Campeão Brasileiro no mesmo ano pelo Santos FC.
Depois, teve passagens por equipes medianas da Europa na Suíça, República Tcheca e Áustria, até retornar para o Brasil para jogar no Coritiba em 2008.
No final de 2008 não muito aproveitado pelo Coxa e seu contrato não foi renovado pelo Coritiba.
Disputou o Paulistão de 2009 pelo Ituano.
Em julho de 2010, o América de Natal anuncia o jogador como reforço para a Série B. Antes ele atuava no Spartak Trnava da eslováquia, onde terminou a temporada 09-10 em 7º lugar, de 12 clubes. Em setembro de 2010, foi contratado pelo Estoril de Portugal.
Em 2012, como capitão do Rio Branco de Americana conquista o título do Campeonato Paulista da Série A3 e disputa a Copa Paulista, no planejamento de manter o time forte para conquistar o acesso ao Paulistão em 2013, ano do Centenário do Rio Branco.
Em janeiro de 2013, chegou ao Velo Clube. Em junho do mesmo ano, foi contratado pelo CSA.
Em 2014, atuando por empréstimo, foi um dos principais jogadores do Guarani na Série C do Campeonato Brasileiro.
Em janeiro de 2015, voltou ao Velo Clube para a disputa da Série A2 do Campeonato Paulista. Capitão do time, marcou o gol que culminou na permanência do Rubro-Verde na divisão.
Atuou por empréstimo para o Independente de Limeira, onde ficou por apenas quinze dias antes de se juntar à Caldense no segundo semestre de 2015, onde atuou na Série D do Campeonato Brasileiro.
Em 2016, foi apresentado pelo Nacional FC.
Em 2017, novamente voltou ao Velo Clube para a disputa da Série A2 do Campeonato Paulista.
Após a aposentadoria dos campos, atuou como gerente de futebol do Rio Branco de Americana.
Em outubro de 2019, foi como nomeado como Secretário de Esportes de Araras.

## Títulos
Internacional
- Campeão Gaúcho: 2000

Santos
- Campeão Brasileiro: 2002[25]